# Трибей
Трибей (словен. Tribej) — поселення в общині Дравоград, Регіон Корошка, Словенія. Висота над рівнем моря: 392,3 м.